# 萊斯特鎮區 (北卡羅萊納州班康縣)
萊斯特鎮區（英語：Leicester Township）是位於美國北卡羅萊納州班康縣的一個鎮區。

## 地方資料
萊斯特鎮區的面積為111.36平方千米，皆為陸地。根據2020年美國人口普查的數據，當地共有人口23094人，而人口密度為每平方千米207.38人。